# توماس جي. مابري
توماس جويت مابري (بالإنجليزية: Thomas Jewett Mabry)‏ وهو سياسي أمريكي ينتمي إلى الحزب الديمقراطي ولد توماس جويت مابري في 17 تشرين الاول - أكتوبر من سنة 1884 في مقاطعة كارلآيل بولاية كنتاكي. شغل مابري منصب رئيس المحكمة العليا في ولاية نيومكسيكو ما بين عامي 1939 إلى عام 1946. أنتخب مابري لمنصبب حاكم على ولاية نيومكسيكو في سنة 1946 وشغل توماس جويت مابري منصب حاكم ولاية نيومكسيكو في عام 1947 واعيد انتخابه للمرة الثانية في سنة 1948 وشغل مابري منصب حاكم على الولاية إلى سنة 1951 توفي توماس جويت مابري في 23 كانون الاول - ديسمبر من سنة 1963 في مدينة ألباكركي بولاية نيومكسيكو.